# Tomasz Banaś
Tomasz „Banan” Banaś (ur. 14 listopada 1967 w Kielcach) – polski gitarzysta, kompozytor, członek zespołów De Mono, Indigo, do roku 2000 członek grupy Mafia, później członek zespołu Andrzeja Piasecznego. Członek Akademii Fonograficznej ZPAV.
Kompozytor utworów wykonywanych przez takich artystów jak Mafia (W świetle dnia, Noc za ścianą), Andrzej Piaseczny (Pogodniej (Złoty środek), Jeszcze bliżej, Jednym tchem), Ewa Bem (Jak człowiek uparty, Moda na niemiłość), De Mono (Patrzę w Ciebie) (Póki na to czas).

## Kompozycje Tomasza Banasia
- „Jak człowiek uparty” (słowa Andrzej Piaseczny; z repertuaru Ewy Bem)
- „Jeszcze bliżej” (słowa Andrzej Piaseczny)
- „Noc za ścianą” (słowa Krzysztof Kasowski i Andrzej Piaseczny)
- „W świetle dnia” (słowa Andrzej Piaseczny)
- „Senne popołudnie” (słowa Wojciech Brylski z repertuaru Anny Wyszkoni)